# Мягкоиглая щетинистая крыса
Мягкоиглая щетинистая крыса (лат. Proechimys semispinosus) — вид грызунов из семейства щетинистых крыс, обитающий в Южной Америке.

## Описание
Длина тела от 22,1 до 27,1 см, длина хвоста от 17,5 до 19,2 см, вес от 320 до 536 г. Крупное животное с гладкой, красновато-коричневой верхней частью тела и чисто белой нижней. Колючки на спине, узкие, смешанные с мехом, и малозаметные. Голова длинная и узкая, с большими глазами и прямыми, тонкими ушами. Ступни длинные и узкие, когти длинные и широкие. Хвост короче, чем голова и тело, почти голый, и двухцветный. Встречаются бесхвостые особи. Кариотип: 2n = 30, FN = 50-54.

## Распространение
Вид встречается на территории от юго-восточного Гондураса до юго-запада Эквадора, преимущественно на высоте до 800 м над уровнем моря. Обычный, часто обильный вид, обитающий в низменных вечнозелёных лесах, а также в лиственном лесу.

## Образ жизни
Ведёт ночной, в основном наземный образ жизни, бегает по упавшим деревьям, но по деревьям не лазает. Передвигается медленно, иногда замирает, как правило, молчалив. Эта крыса может использовать норы в течение дня, но часто занимает малые впадины под корнями и полые брёвна, или густую растительность. Рацион состоит главным образом из плодов и семян, в меньшей степени, растительного материала, насекомых и грибов. Пальмовые орехи и прочие крупные плоды уносит в защищённое место, чтобы там съесть. Самки рождают 1—5 рано развитых детёнышей, принося в год 4 помёта.

## Природоохранный статус
Обезлесение является угрозой в некоторых частях ареала, хотя этот вид считается терпимым к некоторому разрушению мест обитания. Встречается в нескольких охранных районах.